# Breithauptite
La breithauptite è un minerale appartenente al gruppo della niccolite.
Fu scoperto per la prima volta vicino a Sankt Andreasberg, in Bassa Sassonia e descritto nel 1833 da Friedrich Stromeyer e Friedrich Hausmann. Inizialmente venne chiamato antimonichel; il suo nome attuale di Breithauptite lo ricevette nel 1840 da Julius Fröbel (1805–1893) in onore del mineralogista Johann Friedrich August Breithaupt.